# David Agius
David Agius (ur. 18 listopada 1968) – maltański polityk i dziennikarz, poseł do Izby Reprezentantów.

## Życiorys
Ukończył studia z zakresu handlu na Uniwersytecie Maltańskim. Był przewodniczącym organizacji studenckiej Studenti Demokristjani Maltin, dołączył też do MŻPN, młodzieżówki Partii Narodowej. Pracował jako dziennikarz, m.in. w stacji radiowej Radio 101 oraz telewizji NET, zajmował się prowadzeniem programów informacyjnych. Zasiadał w radzie jednostki administracyjnej Attard.
W 2003 z ramienia Partii Narodowej po raz pierwszy uzyskał mandat posła do Izby Reprezentantów. Z powodzeniem ubiegał się o reelekcję w wyborach w 2008, 2013, 2017 i 2022. Od 2017 był zastępcą lidera ugrupowania do spraw parlamentarnych. W 2022 objął funkcję zastępcy spikera maltańskiego parlamentu.